# Nassauvia gaudichaudii
La nasauvia costera (Nassauvia gaudichaudii)  es una especie de planta con flor  en la familia Asteraceae.  Es endémica de las islas Malvinas.  Sus  hábitats  son arbustal templado, áreas y costas rocosas.